# 普蒂爾卡河

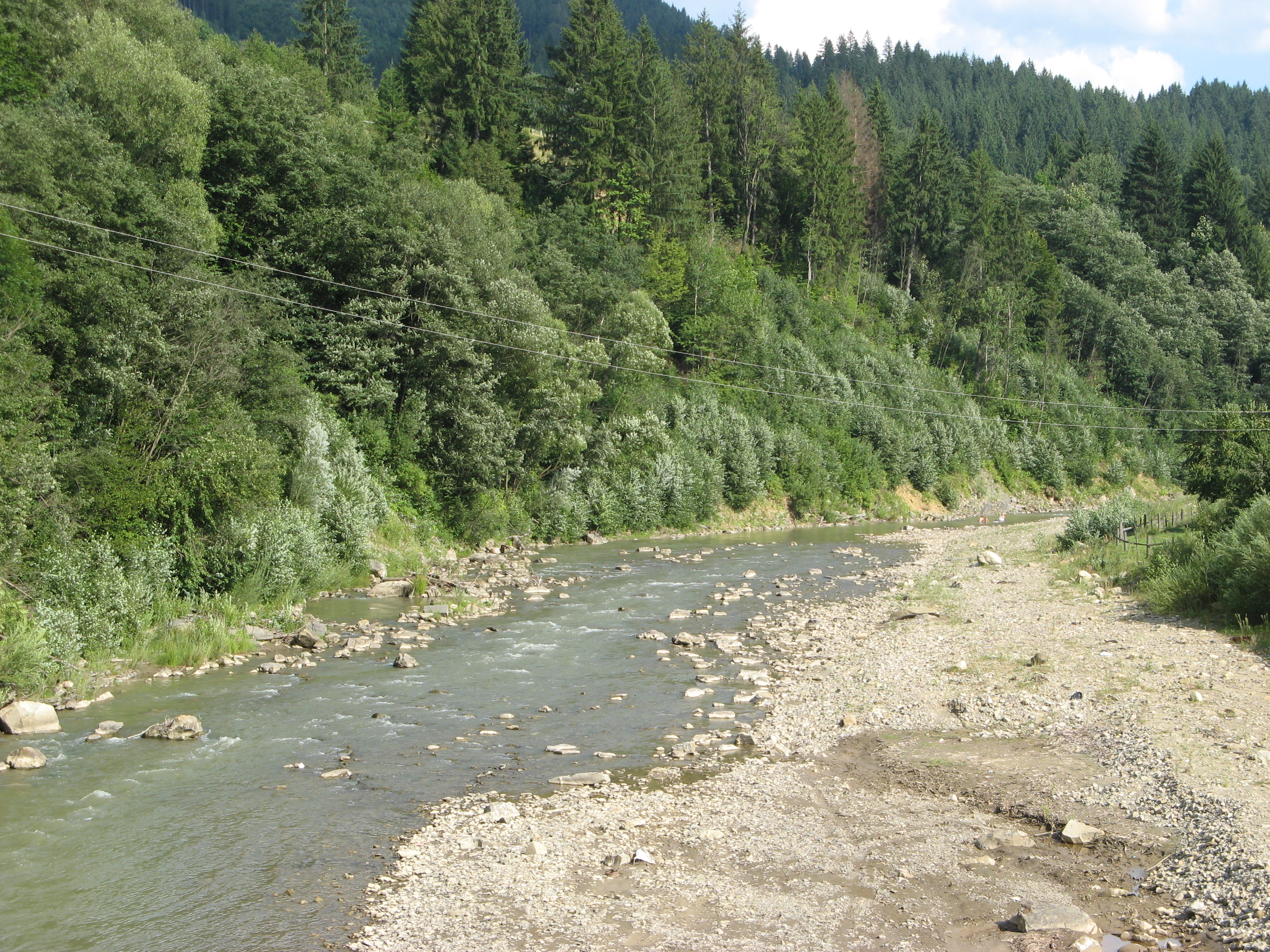

普蒂爾卡河（烏克蘭語：Путилка）是烏克蘭西南部的河流，屬於切列莫什河的支流。該河流經切爾尼夫齊州的維日尼察區，河道全長42公里，流域面積391平方公里。